# Santuario La Paz (Barquisimeto)
Es una iglesia católica que está  ubicada en el centro de la ciudad de Barquisimeto en el estado Lara, Venezuela. Actualmente Santuario La Paz es visitado diariamente por alrededor de 150 creyentes.

## Historia
Una edificación recibe a la congregación de las “Siervas del Santísimo Sacramento” desde el 7 de octubre de 1915. En el año 1954 este santuario fue demolido para así dar paso a una nueva estructura durante el año 1958, la cual podemos apreciarla en la ciudad de Barquisimeto, estado Lara, Venezuela. Con una arquitectura de estilo gótica, ubicada en la carrera 16 esquina de la calle 29.
No es necesario resaltar que es un lugar lleno de paz y armonía, ya que lo mejor está dentro del santuario, una gran espiritualidad que invade a cientos de creyentes que acuden a este gran sitio religioso para pedir por los enfermos y visitar en cualquier momento a Jesús. Las monjas o hermanas encargadas de este santuario o santísimo sacramento son quienes realizan y distribuyen las hostias a toda la arquidiócesis de Barquisimeto.
Yendo hacia su parte histórica es importante destacar que este santuario ha sido testigo de grandes eventos históricos como el nombramiento de “El libertador” Simón Bolívar y el terremoto que se dio en la ciudad durante el año de 1812.
Este santuario abre sus puertas desde las 8:00 AM hasta las 5:00PM

## Enlaces externos

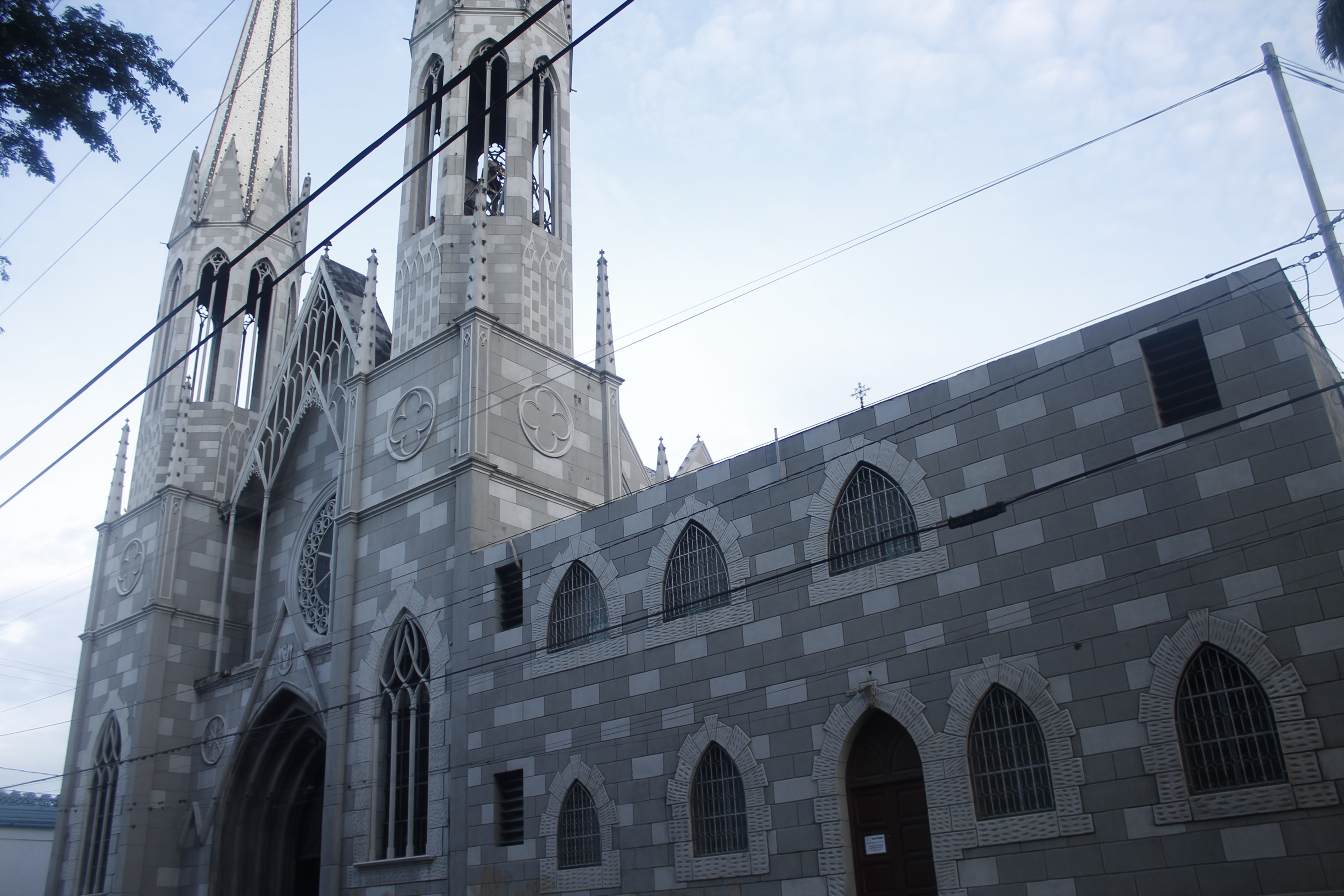
carr 16 con esquina calle 29 Barquisimeto estado Lara